# 行伝寺
行伝寺（ぎょうでんじ）は、埼玉県川越市末広町にある日蓮宗の寺院。山号は朝田山。旧本山は池上本門寺、池上芳師法縁。

## 歴史
永和元年（1375年）日山（池上本門寺比企谷妙本寺両山4世）が上田氏の外護で開創した行典寺が起源。天文年間（1532年-1555年）頃松郷に移転、さらに現在地へ元和6年（1620年）に移転した。

## 境内
- 本堂　1812年（文化9年）再建。

## 参考資料
- 日蓮宗寺院大鑑編集委員会『宗祖第七百遠忌記念出版 日蓮宗寺院大鑑』大本山池上本門寺 (1981年)
- 「河越城并城下町 南町 行傳寺門前町」『新編武蔵風土記稿』 巻ノ162入間郡ノ7、内務省地理局、1884年6月。NDLJP:764002/41。

## 関連寺院
- 蓮華寺　同じ日山が創建。
- 浄心寺　行伝寺旧蔵の梵鐘を所蔵。